# 스에마쓰 겐초
스에마쓰 겐초(일본어: 末松謙澄 스에마츠 켄초[*], 1855년 9월 30일(안세이 2년 8월 20일) ~ 1920년(다이쇼 9년) 10월 5일)은 메이지 시대와 다이쇼 시대에 활동한 언론인이자 정치가, 번역가이다. 어릴 적 이름은 센마쓰(千松)이며, 초대 내각총리대신 이토 히로부미의 사위이기도 하다. 러일전쟁 당시 서구 세계에서 만연했던 황화론의 진정과 일본 정부의 전쟁 수행 목적을 홍보하고자 유럽으로 파견되어 여론 공작에 투신했으며, 전후 자작에 서임되었다. 중의원 의원, 내무대신, 체신대신, 추밀원 고문관 등을 역임하였고 제국학술원 회원에 위촉되기도 했다. 1920년 가을, 스페인 독감의 감염 휴유증으로 사망했다.

## 같이 보기
- 기쿠치 다이로쿠